# Liard (Münze)

Liard: Karl VIII., Rouen, 15. Jahrhundert

Liard: Ludwig XVI, Aix-en-Provence, 1782

2 Liard: Maria Theresia, Brüssel 1777

Liard ist die Bezeichnung für eine ursprünglich silberhaltige Kleinmünze, die erstmals in dem damals neu erworbenen französischen Territorium Dauphiné vor dem Jahr 1400 geprägt wurde. 
Das Münzbild wies auf der Vorderseite einen Delphin, das Wappentier der Dauphiné, auf der Rückseite ein Kreuz mit Lilien auf. Der Wert der Münze betrug drei Turnosen. In der zweiten Hälfte des 15. Jahrhunderts wurde unter Ludwig XI. die Münze auch in den anderen Teilen des französischen Königreichs geprägt. Unter König Franz I. änderte sich das Münzbild. Statt des Delphins wurde nun zumeist die Namensinitiale F auf der Vorderseite geprägt. Desgleichen verfuhren die nachfolgenden Herrscher. Unter Ludwig XIV. wurde der Liard 1649 erstmals in Kupfer ausgeprägt. Zuerst galt er weiterhin drei Turnosen, wurde aber dann 1658 auf zwei herabgesetzt. Die Münze blieb bis 1856 in Frankreich und auch seinen Kolonien in Gebrauch. Auch in den habsburgischen Niederlanden, dem heutigen Belgien, wurde der Liard ab dem 17. Jahrhundert als Kupfermünze ausgeprägt. Er war dort bis zur Besetzung durch die französischen Revolutionstruppen Ende des 18. Jahrhunderts in Umlauf. Es galten 254 Liards einen Kronentaler. Auch in anderen an Frankreich angrenzenden Territorien wie Mömpelgard, wo er 2 Pfennige galt, oder Luxemburg wurde die Münze geprägt.
Als Liardo, eine Billonmünze, wurde in Monaco 1720 die Ausgabe fortgesetzt. Auf der Vorderseite ein Brustbild des Fürsten und auf der Rückseite das Wappen.